# Minitab
Minitab является пакетом программ для обработки статистических данных. Он был разработан в Университете штата Пенсильвания учёными Барбарой Райан, Томасом Райаном-младшим и Брайаном Джорнером в 1972 году. Minitab появился как облегчённая версия OMNITAB, программы статистического анализа, разработанной в Национальном институте стандартов и технологий.
Minitab распространяется частной компанией Minitab Inc. со штаб-квартирой в Стейт-Колледж, Пенсильвания, с филиалами в Ковентри, Великобритания (Minitab Ltd.), Париже (Minitab SARL) и Сиднее (Minitab Pty).
Сегодня Minitab часто используется в сочетании с применением методик «Шесть сигм», CMMI и другими статистическими процедурами, основанными на методах развития.
Последняя версия программного обеспечения Minitab 18 доступна на 7 языках: английском, французском, немецком, японском, корейском, упрощенном китайском и испанском.
Компания Minitab Inc. производит два других программных продукта, которые дополняют Minitab 18. Quality Trainer — пакет электронного обучения, который помогает изучить статистические инструменты и концепции в контексте улучшения качества, который интегрируется с Minitab 18 и одновременно развивает статистические знания пользователя и возможность использования программного обеспечения Minitab. Quality Companion 3 — интегрированный инструмент для управления проектами «Шесть сигм» и Бережливое производство, что позволяет данным из Minitab сочетаться с управлением проектами, инструментами управления и документами.
Использование Minitab:
- Управления данными и файлами — электронные таблицы для улучшения анализа данных
- Регрессионный анализ
- Мощность и размер выборки
- Таблицы и диаграммы
- Многомерный анализ, включающий факторный анализ, кластерный анализ, анализ соответствий и т. п.
- Непараметрический анализ — различные тесты, включая вокальный тест, критерий серий, тест Фридмана и др.
- Временные ряды и прогнозирование — инструменты, которые помогают выявить тенденции в данных, а также прогнозирование будущих значений. Диаграммы временных рядов, экспоненциальное сглаживание, анализ тенденций.
- Статистическое управление процессами
- Системный анализ измерений
- Дисперсионный анализ — определение различий между точками данных.